# Кроппен
Кроппен (нем. Kroppen) — община в Германии, в земле Бранденбург.
Входит в состав района Верхний Шпревальд-Лужица. Подчиняется управлению Ортранд.  Население составляет 721 человек (на 31 декабря 2010 года). Занимает площадь 15,16 км².
Коммуна подразделяется на 2 сельских округа.
| Год  | Население |
| ---- | --------- |
| 2005 | 770       |
| 2010 | 721       |